# Лазиопеталум Максвелла
Лазиопеталум Максвелла (лат. Lasiopetalum maxwellii) — кустарник рода Лазиопеталум семейства Мальвовые, эндемик равнин Эсперанца на южном побережье Западной Австралии. 

## Описание
Лазиопеталум Максвелла встречается исключительнно на южном побережье Западной Австралии на т.н. землях Эсперанца (т.н. ботанический район Эйра). Цветёт весной и поздним летом, цветы кремовые или белые. Достигает 25-60 см, растёт на песчаных почвах гранитных склонов. Описан Фердинандом Мюллером в 1881 году и назван в честь Джорджа Максвелла. 